# Superplan
Superplan ist eine höhere Programmiersprache, die von 1949 bis 1951 von Heinz Rutishauser entworfen wurde. Die Bezeichnung Superplan ist eine Bezugnahme auf den Begriff „Rechenplan“, der in Konrad Zuses Terminologie für ein einzelnes Plankalkül-Programm steht.
Die Sprache Superplan wurde in Rutishausers Veröffentlichung Über automatische Rechenplanfertigung bei programmgesteuerten Rechenmaschinen beschrieben.
Superplan führte mit der Für-Schleife – heute For-Schleife – als erste Programmiersprache das Schlüsselwort für, bzw. for ein. In der im Schleifenrumpf stehenden Anweisung steht {\displaystyle f_{i}} für den Datentyp Feld und sind im Vergleich zu heute L-Wert und R-Wert vertauscht:
```
Für
 i=
Startwert
(
Schrittweite
)
Zielwert
: 

  

    

      

        

          
f

          

            
i

          

        

      

    

    
{\displaystyle f_{i}}

  

 + 
Addend
 = 

  

    

      

        

          
f

          

            
i

          

        

      

    

    
{\displaystyle f_{i}}

  

```

Das Feld wird durchlaufen ausgehend vom Index Startwert mit der Schrittweite bis zum Index Zielwert und zu jedem Element mit einem Index, der nach einem weiteren Schritt erreicht wurde, der Addend addiert.